# Duellmanohyla soralia
Duellmanohyla soralia là một loài ếch thuộc họ Nhái bén.
Loài này có ở the Sierra del Merendón range ở Guatemala và Honduras.
Môi trường sống tự nhiên của chúng là rừng ẩm vùng đất thấp nhiệt đới hoặc cận nhiệt đới, vùng núi ẩm nhiệt đới hoặc cận nhiệt đới, và sông ngòi.
Chúng hiện đang bị đe dọa vì mất môi trường sống.